# Зубрики
Зубрики — великі черкаські землевласники XVI століття гербу Сас.

Герб Сас I

Писемні згадки про стародавню місцеву боярську родину Зубриків з'являються в історії України на початку XVI століття. Один з перших її представників — боярин Іван Зубрик згадується у Грамоті великого князя Литовського Сигізмунда I від 20 лютого 1533 року з приводу підтвердження на володіння землями, а саме: Мліїв, Орловець (Городищенський район), Лінчинці та Бігловці, які як посаг при одруженні на доньці Богдані відписала йому його теща Ганна, вдова вбитого татарами звенигородського боярина Федора Васьковича (шляхетство з гербом для цього роду надав ще Владислав II Ягайло), яка стала дружиною Грицька Васьковича. Він у 1537 році купив у Володимира, сина Богдана Глинського, всю Радивонівщину. 3 липня 1539 року теща, крім вищезгаданих маєтків, подарувала зятеві: Остапківці, Лисуновці, Новоставки, а також їхні пасіки в Черемошній, Радоставі над Бистриком, в Остапкові та всі інші як над річкою Роставицею, так і над Гуйвою та Гуєвкою.
Зубрики володіли Гуляйполем і прикордонними землями між Тясмином та Виссю.
Його сину Василю також довелось звертатись 11 травня 1562 року до великого князя Литовського Сигізмунда I зі скаргою на Ждана Повітку.
З'ясування стосунків між черкасцями і Зубриками тривало більше чверті віку, аж до 1570 року. Василь Зубрик мав єдину дочку Христину, котра по смерті перших двох чоловіків (перший Філон Балакер та другий Федір Різночинський були вбиті татарами) вступає в шлюб з поляком Андрієм Пахутою Коренівським і стає власницею селища Яцькове. 28 січня 1633 року Христина Коренівська продала всі землі, в тому числі й Гуляйпіль, Станіславові Конецпольському.
Христина від Коренівського дітей не встигла народити, оскільки він незабаром помер, але від першого шлюбу мала сина Івана, від другого — тільки дочок, з яких: Настя одружилась з Іваном Пригідським, Марина — зі Станіславом Гостківським, третя, невідомого імені, — з Юрієм Чеховичем. Одна з цих трьох доньок, народила їй онуку, яка стала дружиною Сокора. Іван Балакер мав дочку, одружену з Григорієм-Жданом Делешканом, а той сина Миколу та доньку у шлюбі з Яном Костюшковичем. Отож мала чисельне потомство, від якого пішли: Балакери, Делешкани, а в третьому поколінні — Пригідські (пол. Przygodzki.)